# Bluefaced-Leicester-Schaf

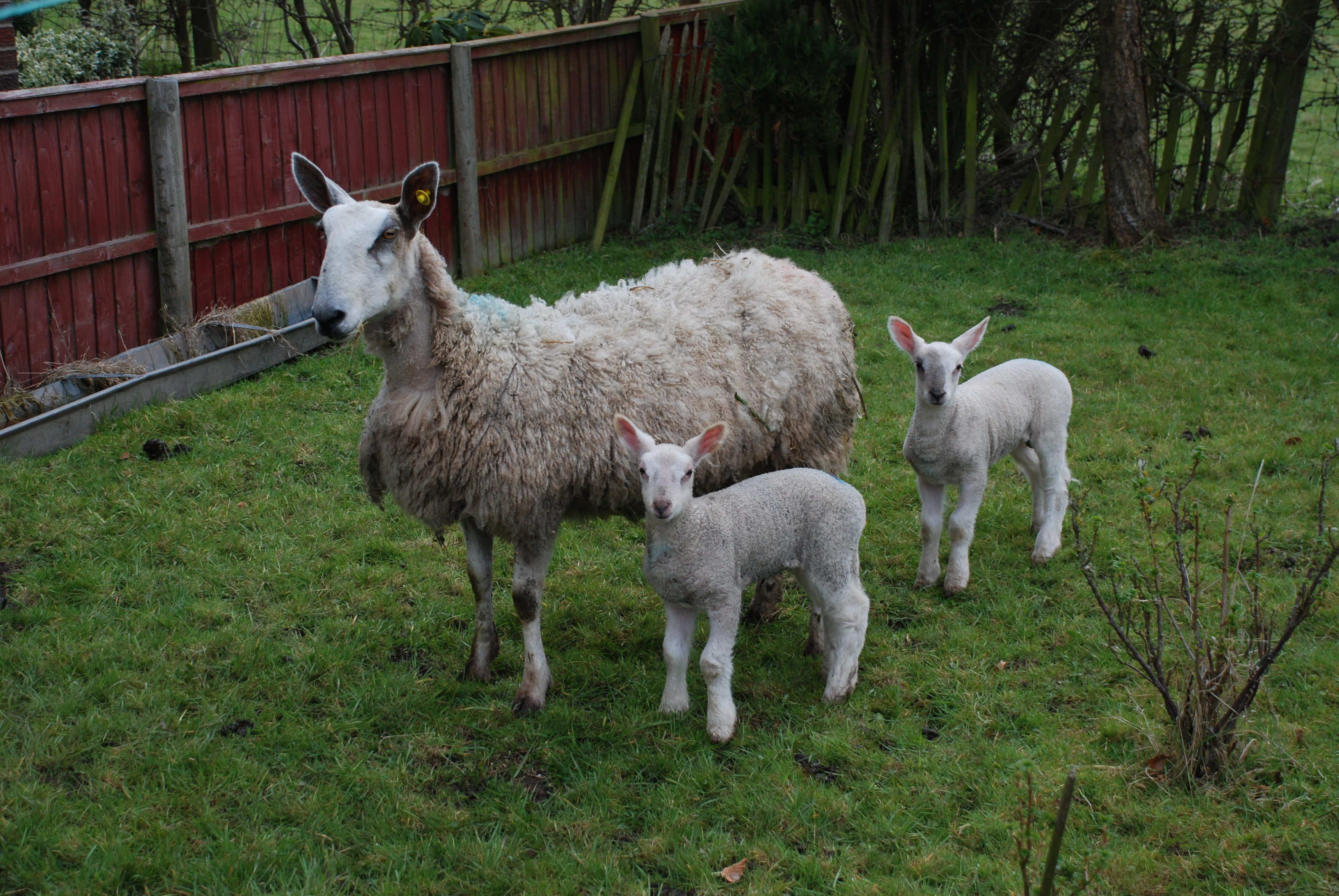
Bluefaced-Leicester-Schaf mit zwei Lämmern

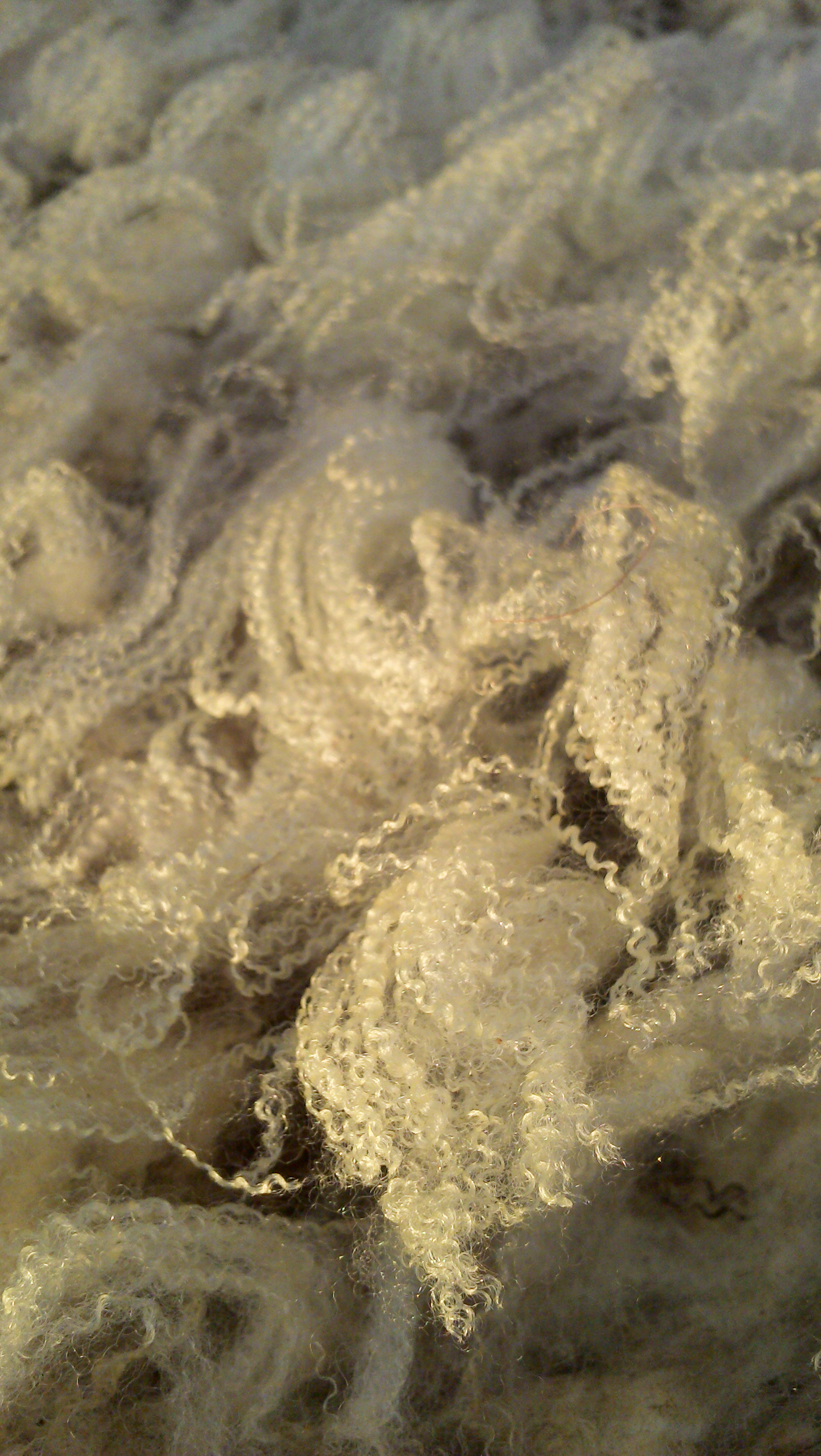
„Shearling Wool“

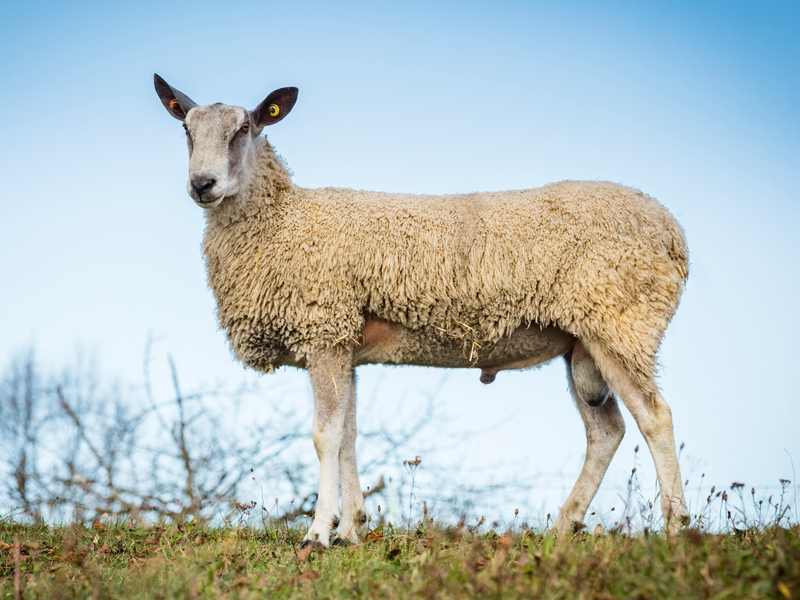
Craig yr Orsedd (3363/G014)

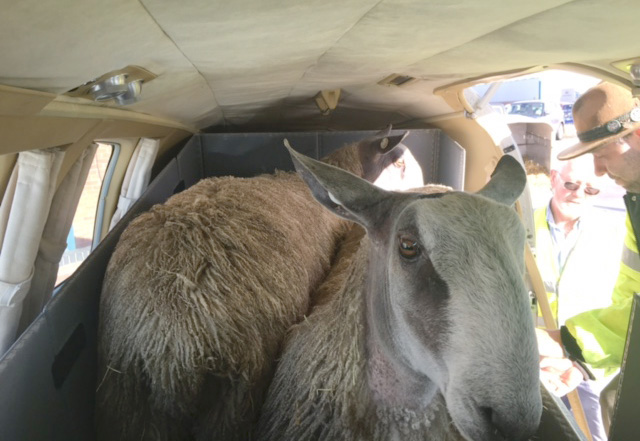
Böcke geladen in die D-IBIS in Hawarden

Das Bluefaced-Leicester-Schaf ist eine ursprünglich englische Schafrasse und entspringt einem Zuchtschema von Robert Bakewell aus dem 18. Jahrhundert, das der Weiterentwicklung des Longwool-Schafes diente. Ursprünglich bekannt als Dishley Leicester, entwickelte sich die Rasse über 200 Jahre und wurde später aufgrund der weiten Verbreitung im Norden Englands bekannt als Hexham Leicester.
Heutzutage ist die Rasse als Bluefaced Leicester bekannt und ist das am häufigsten zur Kreuzungszucht eingesetzte Schaf in Großbritannien. Bluefaced-Leicester-Böcke werden aufgrund der hochwertigen Wolle und des exzellenten Fleisches regelmäßig in ursprüngliche englische Rassen (u. a. Swaledale, Blackface, Welsh Mountain und Cheviot) eingekreuzt, um sogenannte „Mule“-Muttertiere zu erzeugen. Die Bezeichnung „Mule“ steht im Englischen hierbei für alle Tiere, die aus Kreuzungen mit Bluefaced-Leicester-Böcken hervorgegangen sind. Solche „Mules“ machen mittlerweile fast 50 % der weiblichen Kreuzungstiere in Großbritannien aus.
Der aktuelle Rekordbock wurde 2015 zu einem Preis von 34.000 GPB (etwa 48.200 €) versteigert.
1963 wurde in England die „Bluefaced Leicester Sheep Breeders Association“ gegründet, um die Zucht voranzutreiben und die Einhaltung der Rassestandards zu gewährleisten. Heute hat die BFL Association etwa 1200 Mitglieder mit einer mittleren Herdgröße von 20 Muttertieren.

## EU-Anerkennung / Handel / Herdbuchführung
Trotz oder wegen seiner langen Tradition hat sich der Zuchtverband „Bluefaced Leicester Sheep Breeders’ Association“ nicht bei der EU anerkennen lassen und strebt diese Anerkennung auch in Zukunft nicht an, obwohl er die Kriterien erfüllt. Daher führt die EU die „Bluefaced Leicester Sheep Breeders’ Association“ nicht als anerkannte Tierzuchtorganisation und die Rasse „Bluefaced Leicester“ nicht als anerkannte Rasse, was nach EU-Tierzuchtrecht zur Folge hat, dass heute weder Zuchttiere noch Embryonen oder Samen außerhalb des Vereinigten Königreiches in der EU gehandelt werden können, weil ihnen ein anerkannter Abstammungsnachweis fehlt. Damit verhindern die EU-Regelungen (96/510/EG) für den freien Handel mit Zuchttieren, Samen, Eizellen und Embryos den freien Handel mit Zuchttieren, Samen, Eizellen und Embryos der Rasse Bluefaced Leicester. Der Export – insbesondere nach Kanada, den USA und den Rest der Welt – erfolgt allerdings regelmäßig und rege.
Das Führen eines Herdbuches für Tiere der Rasse Bluefaced Leicester bei einem anerkannten Zuchtverband in einem anderen EU-Land als Neuzüchtung oder Entdeckung wird mit der Begründung abgelehnt, dass es sich – wie jeder wisse – um eine alte englische Rasse handele.

## Zucht in Deutschland
Erst 2014 wurden sechs Tiere aus England nach Deutschland exportiert. Inzwischen gibt es in Sachsen 10 registrierte Tiere. Ein weiteres weibliches Tier aus einem Import aus Holland lebt in Schleswig-Holstein, ist aber nicht reproduktiv. 2015 gab es in Deutschland 4 Lämmer – allesamt weiblich. Am 21. März 2016 wurden zwei weibliche Lämmer aus der AGRA-Siegerin „Hilli“ geboren. Eines verstarb wenige Stunden nach der Lammung. Aus weiteren 4 Lammungen fielen 4 Böcke und 5 weibliche Lämmer. Somit sind in Deutschland im Oktober 2016 21 Schafe dieser Rasse bekannt. Die deutschen Nachkommen gehen alle auf den Bock „Craig yr Orsedd“ zurück, der ein Bruder eines Carlisle-Champions ist und zur traditionellen Linie gehört. Daneben gibt es die Kreuzungs- oder Crossing-Linie, bei der unsymmetrische Flecken in Gesicht und an den Beinen geduldet werden. Nur ein weibliches Tier dieser Linie existiert in Deutschland. In Norddeutschland setzt die Schäferei Martens als erste Bluefaced Leicester auf Scottisch Blackfaced Muttertieren ein und zieht so Scotch-Mules. Jochen Martens hat die Böcke „David the Knife Bowie“ und „Dr. Sheldon Lee Cooper“ erworben. Die Schäferei Pilz in Neuberg an der Mürz in Österreich hat dieselben Pläne und importierte 2016 die Böcke „Dwayne the Rock Johnson“ und „Daryl Crossbow Dixon“ aus Deutschland.
Um die Zucht und Haltung der Rasse zu fördern, wurde am 10. August 2016 der Verein „Bluefaced Leicester Sheep Breeders’ Association in Deutschland e.V.“ gegründet. Der Verein wird in Zusammenarbeit mit den Landesschafzuchtverbänden Abstammugsbücher führen und Nachweise ausstellen und die Anerkennung der Rasse nach dem Tierzuchtgesetz vorantreiben. Er wird sich an den Zuchtstandards des Verbandes aus Großbritannien orientieren und Leistungen der Einzeltiere erfassen. Er archiviert Gen-Profile aller männlichen Nachzuchten und aller importierten Böcke, um Diebstahl und Zuchteinsatz nachweisen zu können. Damit sind unabhängig von am Tier angebrachten unsicheren Kennzeichen alle Abstammungen in Deutschland und Österreich per DNA nachweisbar.
Am 19. Oktober 2016 hat der Verein zwei Bocklämmer des Züchters Elfyn Owen aus Nordwales zum Züchter Henry Seifert nach Sachsen importiert und dazu eine Cessna T303 Crusader auf einem Privatflug eingesetzt. Damit war es möglich, die Transportzeit von über 28 Stunden bei LKW-Transport auf unter 8 Stunden zu verkürzen und zudem die Transportbelastung wesentlich zu verringern. Die reine Flugzeit betrug lediglich 3 Stunden und 18 Minuten. Es war der erste privat durchgeführte Lufttransport von Schafen innerhalb der Europäischen Union. Vorbereitung und Planung haben  etwa zwei Jahre in Anspruch genommen. Wesentlicher Faktor war dabei die Unsicherheit der beteiligten Behörden bei der Anwendung der Verordnung (EG) 1/2005  zum Schutz von Nutztieren auf Transporten.

## Zuchtbeschreibung
Bluefaced-Leicester-Schafe haben ein breites, rundes Maul, die Tendenz zu einer sogenannten „Römernase“, wache aufmerksame Augen und lange stehende Ohren. Auch wenn die gewünschte Hautfarbe des Kopfes ein dunkles, durch die Behaarung durchscheinendes Blau (Ursprung der heutigen Rassebezeichnung) sein sollte, ist auch eine einheitlich bräunliche Färbung akzeptabel.
Der lange Hals endet in einer breiten Schulterpartie, einer gut ausgebauten Flanke und einem starken geraden Rücken. Die Hinterpartie ist breit und gut bemuskelt, die Beine gerade und mit starken Knochen. Die Wolle ist lang, eng gelockt, fein, weich, hat einen feinen Glanz und ist zum Körper hin offen (56s-60s, 24-28 µm Dicke, 7–15 cm Länge). Besonders die Wolle der ersten Schur, die sogenannte „Shearling Wool“, ist bei Filzern, Spinnern und Strickbegeisterten sehr begehrt.